# Dacia & The WMD
Dacia & The WMD war das letzte Projekt der 1973 in den USA geborenen Dacia Bridges, wobei WMD als Abkürzung für Weapons of Mass Destruction steht.
Bridges war in Deutschland durch Gründung der Rockgruppe Tape bekannt geworden, mit der sie sowohl die die deutschen Album- als auch Singlecharts erreichen konnte. Im August 2004 verließ Bridges Tape und gründete kurz darauf Dacia & Weapons of Mass Destruction zusammen mit ihrem Ehemann Alex Scholpp (Tieflader, Farmer Boys) an der Gitarre, Ralf Botzenhart (Farmer Boys) am Bass und Till Hartmann am Schlagzeug, der später durch Alex Menichini (Stereo.Pilot) ersetzt wurde. Diese Besetzung nahm die Debüt-EP Propaganda im Frühjahr des Jahres 2006 in Hannover im Institut für Wohlklangforschung unter Hilfestellung von Martin Ivor Kent alias Ace (Skunk Anansie, Inner Mantra), Toningenieur Willi Dammeier und Mixer Tommy Hansen auf, was der Band einen Plattenvertrag MTM Music/PsychoActive einbrachte.
Das Debüt-Album erschien am 29. September 2006.
Am 1. August 2019 verstarb Sängerin Bridges.

## Diskographie
- 2006: Propaganda (EP)
- 2006: Dacia & The WMD (Album, auch als Limited Edition)